# Морівськ
Мо́рівськ (також в різні часи до 1917 року зустрічалися назви Муромськ, Моравейськ, Моривейськ, Моровійськ) — село в Україні, у Деснянській селищній громаді Чернігівського району Чернігівської області, на річці Десна. Населення становить 260 осіб. Село входить до Морівського старостинського округу. До 2015 Морівській сільській раді були також підпорядковані села Отрохи та Рудня.

## Географія
На південному сході від села з Десни витікає річка стариця Старуха.

## Історія
Територія біля Морівська була заселена людьми з прадавніх часів. Археологами знайдено поблизу села поселення епохи неоліту (V—IV тис. до н. ери), бронзи (ІІ тис. до н. ери), скіфського періоду (V—III ст. до н. ери), ранньослов'янського періоду (ІІІ—VI ст.), племені сіверян (VIII—IX ст.), а також два кургани, поселення і городище часів Київської Русі (IX—XIII ст.). Це городище є залишками міста Моровійська (Моровська), що згадується в літописах у 1139, 1152, 1154, 1159, 1175 роках. Відомі й інші варіанти назви — Муромськ, Моравейськ, Моривейськ, Моровійськ.
Перша письмова згадка про Морівськ міститься в літописі 1139 року, себто з часів Київської Русі. Тоді містечко мало назву «Моровськ» або «Моровійск». Деякі дослідники висловлюють припущення, що саме це місто землі сіверян було центром так званого Муромського князівства (насправді Моровського), що входило до складу Київської Русі, а не російський Муром — місто угро-фінського племені «мурома».
1175 року Морівськ був спалений під час князівських усобиць і, ймовірно, до кінця XVI століття не поновлювався. За польськими вістями, Морівськ відновлений «Москвою» 1594.
У літописах Московії «Смутного часу» місто згадується під назвою Муромськ. Але тодішні московські літописці досить часто замість літери «в» у назвах руських міст писали «м» (схожий приклад: Путивль згадується як Путимль). За Книгою Великого Креслення теж значиться містом Муромськом, причому ця форма назви Моровськ дала ученим останнім часом підставу для здогадки, що билинний богатир Ілля прозваний Муромцем (Моравцем) за назвою цього міста, а не за Муромом Володимирським на території Російської Федерації.
31 жовтня 1604 року Морівськ здався Лжедмитрію I. Ключі від фортеці були передані гетьману приватного українсько-польського війська Яну Запорському о сьомій годині вечора. Потім до звільнення України Військом Запорозьким залишався за Польщею.
У 1648 році, під час Національно-визвольної війни під керівництвом Богдана Хмельницького була сформована Моровська сотня у складі Переяславський полк Війська Запорозького|Переяславського полку Війська Запорозького. Пізніше, з 1650-х по 1782 рік сотня підпорядковувалась Київському полку.
1859 року у містечку козацькому та казенному, центрі Морівської волості Остерського повіту Чернігівської губернії, мешкало 876 осіб (429 осіб чоловічої статі та 447 — жіночої), налічувалось 152 дворових господарства, існували 2 православні церкви.
З 1917 — у складі УНР. З 1919 - російська комуністична окупація.
1923 - 1924 рр. містечко - центр Морівського району Чернігівської округи, 495 дворів, 2461 мешканець. З 1924 р - у складі Максимівського району.
У листопаді 2008 встановлено меморіальний знак на честь односельців, убитих комуністами у часи Голодомору 1932—1933.
12 червня 2020 року, відповідно до розпорядження Кабінету Міністрів України № 730-р «Про визначення адміністративних центрів та затвердження територій територіальних громад Чернігівської області», увійшло до складу Деснянської селищної громади.
19 липня 2020 року, в результаті адміністративно-територіальної реформи та ліквідації Козелецького району, увійшло до складу новоутвореного Чернігівського району.

## Політика

### Парламентські вибори, 2019
На позачергових парламентських виборах 2019 року у селі функціонувала окрема виборча дільниця № 740274, розташована у приміщенні колишньої сільської ради.
Результати
- зареєстровано 274 виборці, явка 80,29%, найбільше голосів віддано за «Слугу народу» — 29,38%, за Всеукраїнське об'єднання «Батьківщина» — 20,38%, за «Європейську Солідарність» — 9,95%[13]. В одномандатному окрузі найбільше голосів отримав Борис Приходько (самовисування) — 35,21%, за Сергія Коровченка (самовисування) — 18,78%, за Олега Дмитренка (самовисування) — 15,96%[14].

## Населення

### Мова
Розподіл населення за рідною мовою за даними перепису 2001 року:
| Мова       | Кількість | Відсоток |
| ---------- | --------- | -------- |
| українська | 618       | 98.72 %  |
| російська  | 6         | 0.96 %   |
| румунська  | 2         | 0.32 %   |
| Усього     | 626       | 100 %    |

## Геральдика
На старовинному гербі села Морівськ зображене золоте серце та три срібні пір'їни, сам герб виконаний у формі щита. Золоте серце також зображене на гербі Гоголева, що входив до Остерського повіту станом на XIX століття.

## Пам'ятки

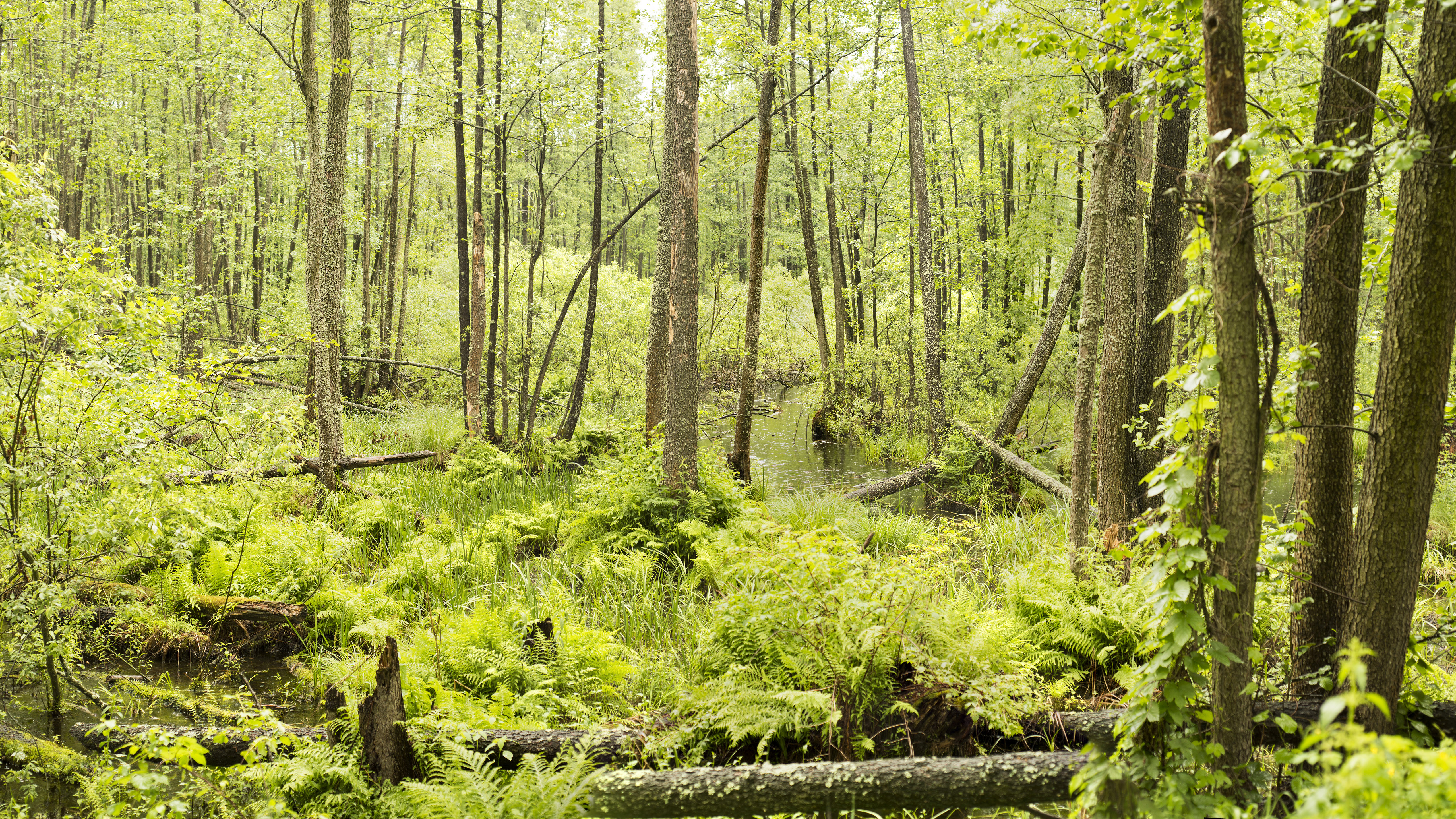
Панорама бондарівського болота, поблизу бондарівського полігону

### Пам'ятник воїнам ДСВ
У центрі села розташований комплекс пам'ятників воїнам Другої світової війни.

### Миколаївська церква

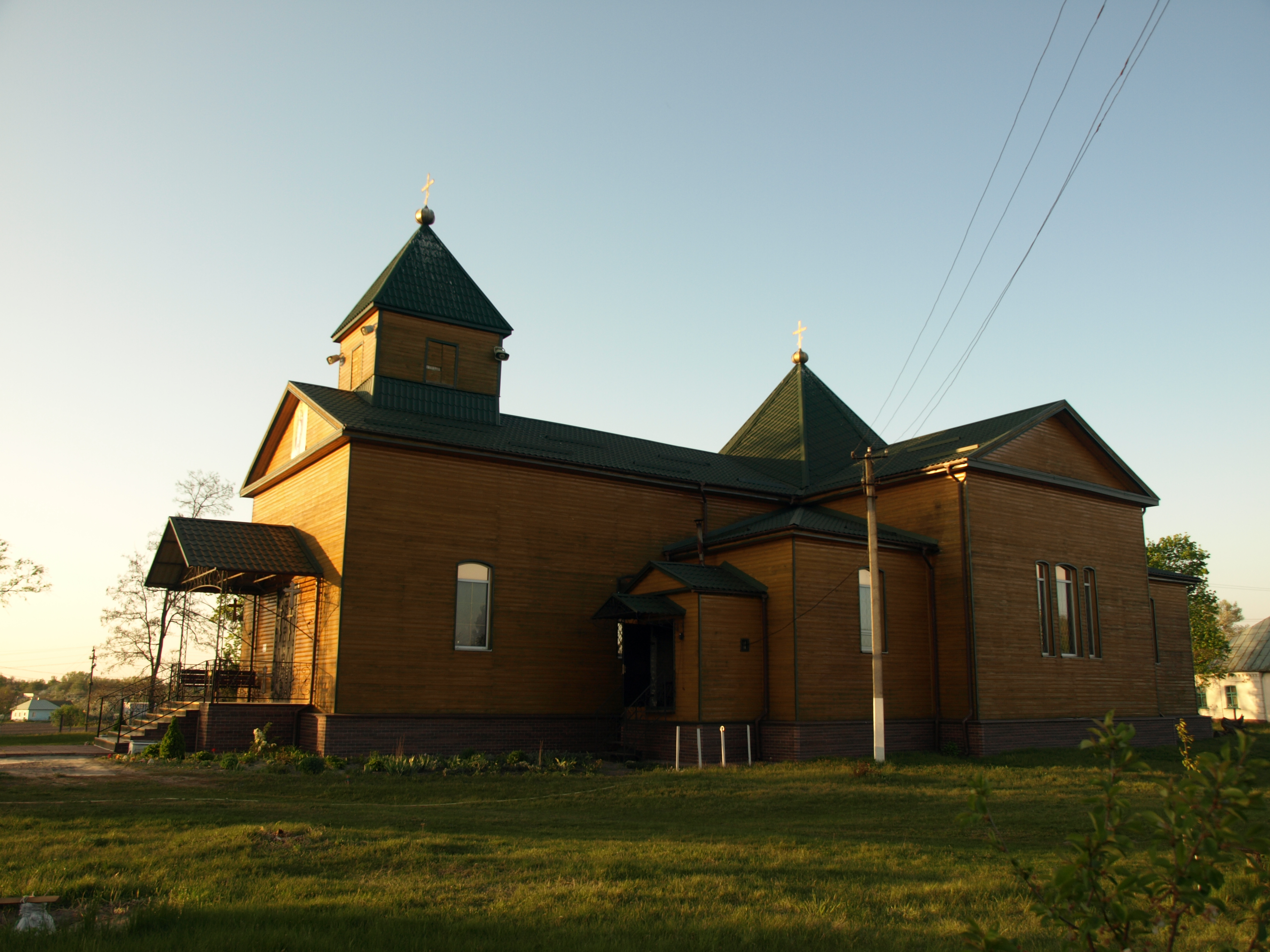
Миколаївська церква, що розташована у селі Морівськ, Чернігівської області

У центрі села розташована Миколаївська церква.

### Бондарівське болото
Бондарівське болото — гідрологічний заказник місцевого значення, один з найбільших болотних масивів Чернігівського Полісся.

### Заповідна зона «Морівське»
Мисливське господарство «Морівське» — заповідна зона в 160 га поряд з селом, де розводять екзотичних тварин. Полювати тут можна тільки з фотокамерою.

## Вулиці
- Іллі Муромця (колишня Леніна)
- Гагаріна
- Кірова
- Пономаренка (колишня Ватутіна)
- Сулейманова

## Відомі люди родом із Морівська
- Пономаренко Григорій Федорович — композитор, пісняр (2.02.1921 — 7.01.1996). Композитором написані твори для домри, баяна, музика до спектаклів драматичного театру, до фільмів, безліч пісень — в цілому близько 970 творів. Фірмами звукозапису випущено ронад 30 платівок з творами Г. Ф. Пономаренка, видано близько 30 збірок пісень.
- Старостенко Ганна Григорівна (16.02.1949 р.) — професор, доктор економічних наук, кандидат філософських наук, професор кафедри економічної теорії Національного університету державної податкової служби України, Заслужений діяч науки і техніки України(з 1993 р), Радник Державної поаткової служби України І рангу, полковник Державної податкової служби України. Автор навчальних посібників «Політична економія», «Економічна теорія», «Фінансовий аналіз», «Бюджетна система», «Національна економіка», «Мікроекономіка». Наукові статті Старостенко Г. Г. надруковані у наукових журналах Чехії, Німеччини, Великої Британії, України, Росії.
- Судак Валентин Іванович (5.6.1950 р.) — артист драми Чернігівського обласного академічного українського музично-драматичного театру імені Т. Г. Шевченка. Народний артист України (2013).
- Ілля Муровлянин — за однією з найімовірніших версій, село є місцем народження богатиря і православного святого Іллі Муромця (Мо́равця), так як у перших найдавніших згадках, його ім'я звучить як Муровлянин, Муровлін, Муровець.
- Бо́гдан Іван Федорович (28.10. 1932 р.) — діяч галузі сільського господарства України, начальник Головного управління підсобних промислових підприємств і промислів Мінсільгоспу (1981—1997).
- Лепеха Павло Павлович — (05.04.1945 — 23.06.1995 рр.) — український вчений, кандидат фізико-математичних наук, викладач Київського університету імені Тараса Шевченка. Зробив значний внесок у розвиток математичного моделювання, кібернетики та робототехніки в Україні. Народився в селі Морівськ, Чернігівської області, де й похований.

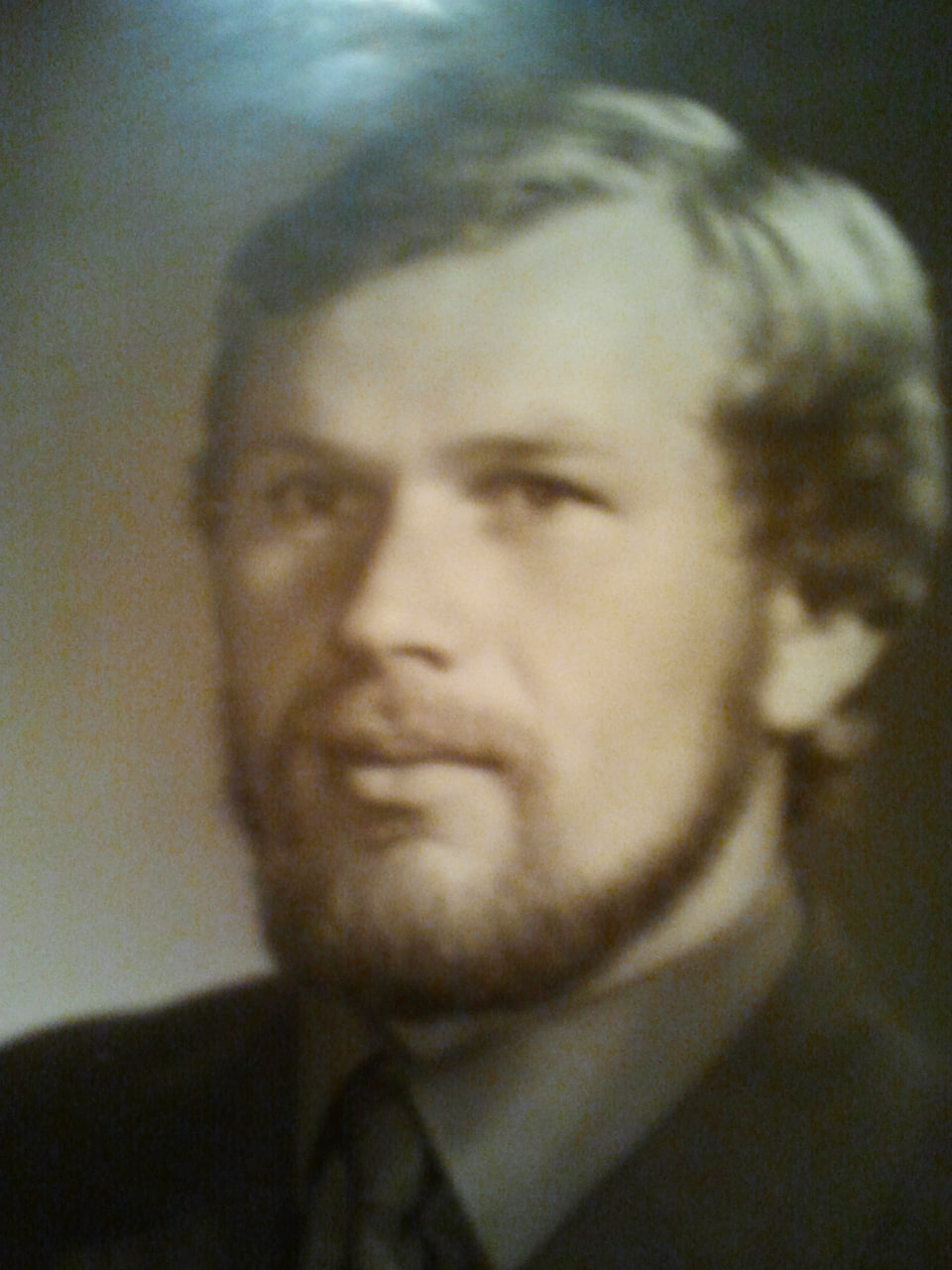
Лепеха Павло Павлович — кандидат фізико-математичних наук

- Лепеха Микола Павлович (19.01.1942 р.) — кандидат фізико-математичних наук, доцент Київського національного університету імені Тараса Шевченка.
- Глибовець Микола Миколайович (19.01.1957 р.) — доктор фізико-математичних наук, професор, декан факультету інформатики, завідувач кафедри інформатики Національного університету «Києво-Могилянська академія». Автор понад 50 наук. робіт. Осн. праці: Штучний інтелект. К., 2002 (у співавт.); Основи комп'ют. алгоритмів. К., 2003.